# That Was Then but This Is Now
That Was Then but This Is Now – pierwszy singel zespołu ABC z drugiego albumu Beauty Stab, wydany w październiku 1983 roku. Udało mu się dotrzeć do 18. miejsca brytyjskiej listy przebojów.

## Teledysk
W teledysku przeplatają się sceny z udziałem zespołu na tle mapy z gry Ryzyko i flag oraz helikoptera, który startuje, a następnie eksploduje.

## Lista utworów
1. That Was Then but This Is Now - 3:35
2. Vertigo - 1:54